# Bristow (Iowa)
Pour les articles homonymes, voir Bristow.
Bristow est une ville du comté de Butler, dans l'Iowa aux États-Unis.